# 피아노 소나타 32번 (베토벤)
《피아노 소나타 32번 다단조, 작품 번호 111》은 루트비히 판 베토벤의 마지막 피아노 소나타이다. 1821년에서 1822년 사이에 쓰였으며, 다른 후기 소나타와 마찬가지로 푸가 요소가 포함되어 있다. 그의 친구이자 제자, 그리고 후원자인 오스트리아의 루돌프 대공(Rudolph Johann Joseph Rainier)에게 헌정되었다.

## 개요
베토벤의 마지막 피아노 소나타의 작곡은 《30번, 작품 번호 109》, 《31번, 작품 번호 110》과 병행하는 형태로 진행되었다. 1819년경에는 스케치에 착수하고 있으며, 1820년 9월 20일의 서한에서는, 이 작품의 작곡이 진행 중임을 알리는 글이 한 가운데에서 발견되고 있어, 보고되기도 했다. 이후의 정서(浄書) 개시 날짜로서 보면, 1822년 1월 13일의 날짜가 기입되어 있어, 이 직후에 전 악장이 완성되기에 이르렀을 것으로 보인다. 당시 베토벤은 《장엄미사》, 《교향곡 9번 “합창”》 등 대작의 작곡에도 열을 올리고 있어, 이들 만년의 작품군은 동시에 탄생된 셈이다.
이 작품을 완성함으로서 베토벤은 초기부터 계속해 온 피아노 소나타 작곡의 붓을 꺾는다. 이 작품 이후 피아노 작품에는 《디아벨리 변주곡》 등이 이어지지만, 피아노 소나타가 쓰이는 일은 끝내 없었다. 1822년 6월 5일 날짜의 서한에서는, 조만간 다음 피아노 소나타가 완성될 것이라고 하는 내용의 글이 쓰인 것이 악보 출판사 에디션 피터스에 의해 밝혀졌으나, 해당 작품의 존재는 초고로서도 확인되지 않았다.
작품은 대조적인 두 개의 악장으로 구성된다. 베토벤이 남긴 스케치를 통해, 이 소나타는 당초 기본적인 3악장의 것으로 구상되었으며, 내림가장조의 아다지오를 중간에 두고 종악장은 론도 혹은 푸가로 마무리 할 예정이었던 것으로 알려졌다. 그러나, 마에스토소의 서주를 다 썼을 무렵에서, 이 구상은 파기된 것 같다. 이러한 점으로 보면, 이 작품을 미완성의 것으로 치부할 수 도 있겠지만, 결과적으로 알레그로에서 대위법적 서법을 구사한 열정적인 다단조의 소나타 형식과 아다지오로 아름다운 다장조의 변주곡이라는, 베토벤이 후기 피아노 소나타에서 구현해 온 모든 요소를 응축한 듯한 전 2악장의 걸작이 탄생하게 되었다. 두 개의 악장의 두드러진 대비에 대해서는 “윤회와 해탈”(한스 폰 뷜로), “차안과 피안”(에드빈 피셔), “저항과 복종”(빌헬름 폰 렌츠) 등 과거에도 다양한 형용이 있어 왔다. 베토벤 자신은, 작품이 두 개의 악장으로 끝나는 것에 대해, 그의 전기 작가 안톤 쉰들러가 묻자 “단지 시간이 부족해서”라고만 말한 것으로 알려졌다. 그러나 토마스 만이 《파우스트 박사》에서 작중인물의 말로서 “돌아오지 않는 끝”, “소나타라는 형식과의 작별”이라고 했듯이, 제2악장이 아득한 고공에 이르는 것을 들었을 때, 청중은 이 피아노 소나타가 더 이상의 악장을 필요로 하지 않는다는 것을 저절로 깨닫게 된다.
악보의 초판은 1822년에 베를린의 슐레징어에서 출간되었다. 악보의 표지에는 오스트리아의 루돌프 대공에의 헌사가 걸려 있지만, 원래는 베토벤과 관계가 깊었던 브렌타노 가문의 안토니에게 수여될 예정이었던 것으로 전해지고 있어, 헌정자를 어느 쪽으로 할지, 두 사람 사이에서 갈팡질팡 고민한 결과, 결국 루돌프 대공에게 바쳐지게 된 것으로 보인다. 하지만 작품은 결국 헌사 없이 출판되었고, 《디아벨리 변주곡》에 이르러서야 마침내 안토니는 작품을 헌정받게 된다. 안토니는 헌정자 없이 출판된 《피아노 소나타 31번》의 헌정자로도 거론되었었다.
다른 후기 피아노 소나타와 마찬가지로 이 작품도 푸가적 요소를 포함하고 있으며, 매우 높은 연주 기술을 피아노 연주자에게 요구한다. 또한 이 작품은 베토벤의 전 피아노 소나타 중 유일하게 강약기호로 “메조 피아노”(“중간 정도로 여리게”)를 사용하고 있는 작품이다.

## 구성
작품은 전 2악장으로 이루어져 있으며, 총 24분 정도(제1악장은 약 9분, 제2악장은 약 15분)의 연주 시간이 소요된다.

### 제1악장. 마에스토소 – 알레그로 콘 브리오 에드 아파시오나토
다단조, 소나타 형식.
서주와 함께 푸가적 요소를 포함하며, 《비창 소나타》, 《운명교향곡》 등 베토벤이 다단조로 쓴 다른 작품들과 마찬가지로 거칠고 열정적인 악상을 지닌다. 또한, 감칠화음을 많이 포함하고 있는 데, 1악장의 서두 1마디 전체에 퍼지는 감칠화음은 그 일례이다(악보1).
악보1
서주는 저음으로부터의 크레셴도에 의해 주부로 접속된다. 제1주제는 강주에 의해 위압적으로 제시되고(악보2), 곧 대위법적으로 다루어진다.
악보2
제2주제는 내림가장조로 나타나지만, 금세 미세한 소리의 흐름으로 융해된다(악보3).
악보3
제2주제가 가져오는 정적은 오래가지 않으며, 제1주제에 근거한 코데타로 대체되면, 반복기호에 의해 제시부를 반복한다. 전개부에서는 제1주제를 푸가풍으로 다루지만, 규모는 그다지 큰 것이 아니다. 4옥타브의 유니즌이 강렬하게 보례 2를 연주, 재현부가 되고, 이어 제2주제가 다장조로 나타난다. 제2주제가 바단조가 되어 저음부에서 반복되고, 결미구를 거치면 코다가 된다. 코다는 짧지만 “디미누엔도”(“점점 여리게”) 하여 다장조로 마무리 하고 있는데, 제2악장의 변주곡에 녹아들도록 교묘하게 만들어져 있다.

### 제2악장. 아리에타: 아다지오 몰토 셈플리체 에 칸타빌레
다장조, 변주곡 형식.
16마디의 주제와 이에 기초한 5개의 변주로 이루어지며, 조바꿈을 수반하는 짧은 간주와 음주를 갖는다. 16분의 9박자 아래 악보4에 나타나는 깊이 있는 주제가 잔잔하게 불린다.
악보4
제1변주에서는 선율에 일정한 율동이 동반되고, 이후 제3변주에 걸쳐서 이 율동이 점차 세분화된다. 아래는 제1변주(악보5), 제2변주(악보6), 제3변주(악보7) 첫 부분을 나타낸다.
악보5
악보6
악보7
제4변주(악보8)가 되면 32분음표의 셋잇단음표에 의한 율동이 저음부 및 고음부에 나타나는데, 이 율동은 매우 중요하며, 이후의 악곡 전체를 지배한다. 제4변주 말미에는 간주부가 붙어 있다. 긴 트릴을 수반하여 주제의 단편이 나타나고, 일단 다단조로 바뀌면 최약음에서 숨이 긴 크레셴도를 형성하면서 제5변주로 접속된다.
악보8
최종 (제5)변주부터, 주제가 율동 위에 나타난다(악보9). 다시 모습을 나타낸 주제는 작별을 아쉬워 하는 듯, 확대되어 불려져 간다.
악보9
마지막에서는 고음역의 트릴을 동반하면서 주제가 회고되고, 다장조의 울림 속에 악곡은 고요 속에 막을 내린다.

## 평단의 의견과 표현
대조되는 2개의 악장으로만 구성된 이것은, 두 번째 악장이 변주곡이 있는 아리에타로 표시된다. 토마스 만은 그것을 “소나타 형식에 대한 작별”이라고 불렀다. 또한, 리처드 타루스킨에 의하면, 이 작품은 의도적인 좌절의 과정을 나타낸다. 전 악장이 하나의 완성되지 않은 제스처로 계속되고, 첫 번째 악장의 두 배의 길이에 가까운 두 번째 악장에서 한 상태, 또는 정지된 움직임의 지점에 도달한다. 즉, 측정할 수 없는 지점까지 증가한 작은 음 값이 마침내 측정되지 않은 트릴로 분해된다.
이 작품은 기술적 어려움과 비전, 특히 리드미컬한 특성으로 인해 레퍼토리에서 자리를 잡는 데 오랜 시간이 걸렸고, 19세기 후반에야 최고의 피아니스트들의 레퍼토리에 들어갔다. 리듬감이 넘치고 기술적으로 까다로운 이 작품은 베토벤의 작품 중 가장 많이 논의된 작품 중 하나이다.

### 인용구
“이것이 나의 모든 교훈입니다. 첫 번째 악장은 그의 고통과 영웅적 욕망의 의지입니다. 두 번째의 것은 인간이 책임감 있게 채식주의자가 되었을 때 소유할 수 있는 평온한 의지입니다.” - 리하르트 바그너, 1880년에 안톤 루빈시테인이 작품 번호 111의 연주를 마친 후.
“아리에타(Adagio molto semplice e cantabile)의 첫 번째 마디가 들리면, 베토벤이 《교향곡 5번》의 피날레와 달리 어두운 다단조에서 빛나는 다장조로의 전환을 마지막 단계처럼 해석하는 것이 분명해집니다. 이 세상에서 내세로 이어지는 변화는 다섯 가지 변주로 이루어지며, 각 변주는 우리가 예상할 수 있는 것보다 해당 지역에서 한 단계 더 많은 단계에 해당합니다. 그리고 마침내 구체의 조화로 환영받은 주제가 우리를 별처럼 인도하고 깨우침을 줄 때, 우리는 귀가 더 이상 세상의 소리를 인식 할 수 없는 베토벤이 우리가 들어보지 못한 것을 들을 수 있도록 선출되었음을 깨닫습니다.” - 빌헬름 켐프, 1965년
“작품 번호 111은 소나타를 닫는 고백이자 침묵의 서곡입니다.” - 알프레드 브렌델
“후기의 베토벤은 결코 형식을 깨뜨리지 않았습니다. 오히려, 그의 인생의 이 단계에서는, 그는 모든 과잉과 무작위성, 그리고 모든 진부한, 모든 도식적인 형태의 작품들을 정화시키는 것을 배웠습니다. 그리고, 그 결과, 그는 형식=내용의 균형에서 유지되고 있는 지속성의 모든 보증된 작품들의 기준을 충족시켰습니다.” - 외르크 데무스
“소나타의 경우 작품 번호 111이 최종 단어입니다. 건물에 아무것도 추가할 수 없습니다. 낭만주의자들은 손가락 끝으로만 이 형식을 고수합니다. 리스트가 그것에 의문을 제기하고 그것에서 마지막 걸작을 추출해야 할 것입니다.” - 구이 사크르, 1999년
“소나타 작품 번호 111 […] 그의 감탄할만한 아리에타, 두 번째 악장이자 마지막 악장은, "소나타와의 작별 인사"라는 평화로운 울림에 서명합니다. 확실히 파괴된 고전주의의 가장 성문화된 건물 중 하나입니다. 그리고 여기에 새로운 형태의 발명이 열린 시대가 있습니다.” - 마르크 비냘, 1999
“타의 추종을 불허하는 걸작은 음악에서 가장 달콤하고 가장 비물질적인 주제인 작품 번호 111의 아리에타(희가극이라는 용어에 숨겨진 아이러니한)로 남아 있습니다. 변주인 코다로 말하면 훨씬 더 말할 수 없습니다.” - 뤼시앵 레바테, 1969
“베토벤은 결코 반복하지 않습니다. 이 소나타는 인류의 불가사의 중 하나입니다.” - 안드라스 쉬프

## 같이 보기
- 루트비히 판 베토벤의 작품 목록
- 베토벤의 피아노 소나타
- 베토벤의 후기 피아노 소나타